# 迪氏丹納非鯽
迪氏丹納非鯽（学名：Danakilia dinicolai）為輻鰭魚綱鱸形目隆頭魚亞目慈鯛科的其中一種，分布於非洲厄利垂亞Abaeded湖流域，體長可達23公分，棲息在中底層水域，生活習性不明。